# Mary McMillan
Mary McMillan (1880-1959) presidenta fundadora de la Asociación de Mujeres Americanas de Terapia Física (AWPTA por sus siglas en inglés) o actualmente la Asociación Americana de Terapia Física (APTA por sus siglas en inglés) y se le acredita como la “primera Terapista Físico”. McMilla nacida en Hyde Park, Massachusetts creció en Inglaterra y donde recibió su educación en la Facultad de Cultura Física en Liverpool, además trabajo con niños bajo la tutela de Sir Robert Jones.
En 1917, fue creada la División de Hospitales Especiales y de Reconstrucción Física por el ejército de los Estados Unidos en la Primera Guerra Mundial donde Mary McMillan juró para prestar servicios y es transferida en 1918 al Hospital General Walter Reed en Washington D. C., para supervisar la formación de nuevos “ayudantes de reconstrucción” que su función principal es trabajar con los soldados heridos en la guerra y fundó el primer Departamento de Terapia Física. McMillan inmediatamente después organizó y enseñó uno de los primeros cursos de terapia física en Reed College en Oregón, con el propósito de entrenar nuevos terapistas de emergencias para el pico de cargas de pacientes en 1919 que consistía en masajes y ejercicios terapéuticos con algunos conocimientos en electroterapia e hidroterapia. En 1921 es electa como presidenta fundadora de la Asociación de Mujeres Americanas de Terapia Física (AWPTA por sus siglas en inglés) o actualmente la Asociación Americana de Terapia Física (APTA por sus siglas en inglés). En ese mismo tiempo escribió el primer libro de texto americano sobre terapia física titulado Masaje y ejercicios terapéuticos, luego más tarde estableció el primer centro de entrenamiento físico en Peiping Unión Medical College en China.
En 1941, McMillan fue voluntaria del bombardeo de Pearl Harbor, en el Hospital Militar de Manila en Filipinas y entró en la Segunda Guerra Mundial. La Sra. McMillan más tarde fue internada por los japoneses en el Campo Santo Tomás fuera de Manila y fue donde finalmente se mudó al campo de Chapai cerca de Shanghái. En 1943, Mary McMillan fue repatriada.